# توطئه‌آمیز: در قرمز
توطئه‌آمیز: درِ قرمز (به انگلیسی: Insidious: The Red Door) یک فیلم فراطبیعی ترسناک آمریکایی محصول ۲۰۲۳ به کارگردانی پاتریک ویلسون (در نخستین کارگردانی خود) با فیلمنامه‌ای از اسکات تیمز از داستانی اثر لی ونل، خالق این مجموعه است. این فیلم دنباله مستقیم توطئه‌آمیز (۲۰۱۰) و توطئه‌آمیز: قسمت ۲ (۲۰۱۳) است و به عنوان پنجمین قسمت از مجموعه‌فیلم توطئه‌آمیز و همچنین پنجمین قسمت از نظر زمانی عمل می‌کند. ویلسون، تای سیمپکینز و رز بیرن نقش‌های خود را از این مجموعه‌فیلم تکرار می‌کنند و پیتر داگر، سینکلر دانیل و هیام عباس در نقش‌های مکمل به بازیگران پیوستند.
پس از اکران توطئه‌آمیز: آخرین کلید در سال ۲۰۱۸، بلوم‌هاوس پروداکشنز امکاناتی را برای تولید فیلم‌های آینده در این فرنچایز دنبال کرد، از جمله یک تقاطع با مجموعه‌فیلم شوم. در اکتبر ۲۰۲۰، استودیو اعلام کرد که ویلسون کارگردانی و بازی در فیلم جدید را بر عهده خواهد داشت و تیمز فیلمنامه را بر اساس داستانی از ونل می‌نویسد. مراحل فیلم‌برداری با بودجهٔ ساخت ۱۶ میلیون دلاری، در اوت ۲۰۲۲ در لوکیشن‌های شهرستان موریس و مدیسون در اطراف جرزی سیتی انجام شد.
توطئه‌آمیز: در قرمز در ۷ ژوئیه ۲۰۲۳ توسط گروه سینمایی سونی پیکچرز اکران شد. این فیلم بیش از ۱۸۸ میلیون دلار در جهان فروش داشت و پرفروش‌ترین فیلم در این مجموعه شد. این فیلم نقدهای ضد و نقیضی از سوی منتقدان دریافت کرد.

## طرح داستان
ده سال پس از پایان دو فیلم اول قبلی، جاش لمبرت (پاتریک ویلسون) به سمت شرق می‌رود تا پسرش دالتون (تای سیمپکینز) را به دانشگاهی بی‌نظیر بفرستد. با این حال، رؤیای کالج‌رفتن دالتون زمانی به یک کابوس تبدیل می‌شود که شیاطین سرکوب‌شدهٔ گذشتهٔ او به‌طور ناگهانی برمی‌گردند و هر دو را تحت تعقیب قرار می‌دهند.

## بازیگران
- تای سیمپکینز در نقش دالتون لمبرت[۷]
- پاتریک ویلسون در نقش جاش لمبرت[۷]
- رز بیرن در نقش رنای لمبرت[۸]
- پیتر داگر
- سینکلر دانیل
- هیام عباس[۸]

## تولید

### توسعه
پس از اکران و موفقیت توطئه‌آمیز: آخرین کلید در گیشه، یک دنباله وارد ساخت شد. جیسون بلام تهیه‌کننده به تقاطع با شوم ابراز علاقه کرد. در ۲۹ اکتبر ۲۰۲۰ اعلام شد که دنبالهٔ مستقیم توطئه‌آمیز و توطئه‌آمیز: قسمت ۲ با کارگردانی پاتریک ویلسون در اولین کارگردانی او از روی فیلمنامه‌ای که اسکات تیمز بر اساس داستانی از لی ونل نوشته بود، در دست ساخت است. ویلسون و تای سیمپکینز نقش‌های خود را از دو فیلم نخست تکرار خواهند کرد.
این فیلم ابتدا قرار بود با عنوان توطئه‌آمیز: ترس از تاریکی اکران شود، اما در مارس ۲۰۲۳ اعلام شد که عنوان آن به توطئه‌آمیز: در قرمز تغییر یافته‌است.

### فیلم‌برداری
ویلسون در فوریه ۲۰۲۲ تأیید کرد که مکان‌یابی با شروع فیلم‌برداری در بهار همان سال آغاز شده‌است. تصویربرداری اصلی در اوت ۲۰۲۲ آغاز شد و پیتر داگر، سینکلر دانیل و هیام عباس به بازیگران پیوستند و همچنین رز بیرن تأیید کرد که بازگشته است.

## انتشار
این فیلم در ۷ ژوئیه ۲۰۲۳ توسط گروه سینمایی سونی پیکچرز در ایالات متحده اکران شد.